# Jelena Petrusjkova
Jelena Petrusjkova (ryska: Елена Владимировна Петушкова), född den 17 november 1940 i Moskva i Ryssland, död 8 januari 2007 i Moskva, Ryssland, var en sovjetisk ryttare.
Hon tog OS-guld i lagtävlingen i dressyr i samband med de olympiska ridsporttävlingarna 1972 i München.